# Гангопадхай, Рича
Рича Гангопадхай (англ. Richa Gangopadhyay, бенг. রিচা গঙ্গোপাধ্যায়; род. 20 марта 1986) — индийская актриса, снимавшаяся в кино на телугу, тамильском и бенгальском языках.
Родилась в Дели, до пяти лет жила в Коимбатуре (Тамилнад), а затем вместе с родителями переехала в США.
Во время учёбы в Университете штата Мичиган заняла первое место в конкурсе красоты Miss India USA 2007.
В 2008 году вернулась в Индию, где поступила на курсы актёрского мастерства в Anupam Kher’s Actor Prepares.
Участвовала в модных показах и снялась в рекламе масла для волос Dabur Vatika, одежды Peter England, мыла Medimix и других.
В марте 2009 года была приглашена режиссёром Шекхаром Каммулой на прослушивание и взята на роль в фильм «Лидер».
Сделав ещё два фильма на телугу, подписалась на два фильма на тамильском языке: Mayakkam Enna и «Неустрашимый».
За роль в первом из них была номинирована на Filmfare Awards South

и получила Edison Awards,
Vijay Awards
и SIIMA Awards.
В 2012 году снялась в бенгальском фильме Bikram Singha.
Фильм «Острый перец» стал её самой коммерчески успешной картиной, войдя в список самых кассовых фильмов на телугу на тот момент.
После выхода фильма Bhai в октябре 2013 года, решила взять перерыв и вернуться в США, чтобы продолжить учёбу.